# 백암느티나무
백암느티나무는 대한민국 충청남도 금산군 복수면 백암리에 있다. 1992년 10월 28일 금산군의 향토유적 제10호로 지정되었다.

## 개요
나이는 약 500여 년 되고 나무 높이 35m, 가슴 높이 둘레 9.4m인 괴목 두 그루가 나란히 서 있어 사람들은 이를 쌍괴정(雙槐亭)이라고 부르고 있다. 이 나무는 언제 누가 심어서 가꾸었는지 전혀 알 수 없지만 복수면 백암리와 진산면 지방리를 넘나드는 개티고개를 넘어서 복수면의 고개 밑에 위치하여 이 나무의 그늘은 지나가는 길손과 동네 노인들 및 어린이들의 휴식처가 되고 있다.